# Patricia Silva
Patricia Silva Zárate (Santander, 1 de agosto de 1964) es una humorista y actriz colombiana, ampliamente reconocida por su trayectoria en el programa de televisión Sábados Felices, de Caracol Televisión.

## Biografía
Patricia Nació y creció en Santander, donde completó su educación primaria. Posteriormente, se trasladó a Bogotá, donde inició su carrera universitaria en Comunicación Social, luego comenzó su carrera en Sábados Felices en 1985. Inicialmente, participó como extra, y, al año siguiente en 1986 obtuvo su primer papel con diálogo. Esta oportunidad marcó el inicio de una destacada trayectoria de 39 años en el programa, en la cual demostró su capacidad humorística y su habilidad para adaptarse a diversos estilos de comedia. Patricia Silva se retiró del programa en enero de 2024, tras una carrera que dejó una huella en el mundo del entretenimiento colombiano.
En 1987, Patricia Silva también actuó en la telenovela Lola Calamidades, producida por R.T.I., donde interpretó el papel de Esperanza Capurro. Esta actuación amplió su versatilidad como actriz y contribuyó a su reconocimiento en la industria de la televisión.

## Filmografía

### Televisión
| Año       | Programa         | Personaje         |
| --------- | ---------------- | ----------------- |
| 1985-2024 | Sábados felices  | Varios personajes |
| 1987      | Lola Calamidades | Esperanza Capurro |